# Diamantul Flamand

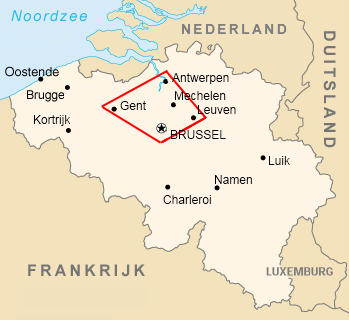
Localizarea Diamantului Flamand pe harta Belgiei

Diamantul Flamand (în neerlandeză Vlaamse Ruit) se referă la o arie intens populată din Flandra situată în jurul și între zonele metropolitane Bruxelles, Gent, Antwerpen și Leuven. Denumirea provine de la faptul că liniile imaginare care delimitează această arie au forma rectangulară a unui diamant. 
Regiunea acoperă aglomerarea urbană dintre Bruxelles, Gent, Antwerpen și Leuven. În această arie se găsesc și zonele urbane Mechelen, Sint-Niklaas și Aalst, precum și localitățile mai mici Asse, Beveren, Boom, Dendermonde, Lier, Lokeren, Sint-Katelijne-Waver, Vilvoorde, Wetteren și Willebroek. Suprafața delimitată de Diamantul Flamand este una din cele mai dens populate din Europa, având aproximativ 820 de locuitori/km². În total, pe acest teritoriu trăiau 4 milioane de persoane în anul 2011. Diamantul Flamand are drept coloană vertebrală economică axa Bruxelles-Antwerpen, care este o dovadă de complementaritate: Bruxelles este capitala administrativă, în timp ce Antwerpen este portul și centrul comercial și industrial. Regiunea adăpostește al doilea port ca mărime din Europa, Portul Antwerpen, precum și centrele administrative ale Uniunii Europene și NATO din Bruxelles.
Zona prezintă un interes deosebit din punct de vedere al planificării, datorită puternicei interdependențe a economiei urbane. Din acest motiv regiunea beneficiază de o atenție aparte în master-planurile de dezvoltare flamande. Se apreciază că dezvoltarea continuă și extinderea localităților din Diamantul Flamand va face ca în anul 2050 zona să fie complet urbanizată, comparabilă cu un oraș uriaș.